# Никола Бабић (историчар)
Никола Бабић (Трубар код Дрвара, 19. октобар 1926 — Хан Пијесак, 18. новембар 1978) био је српски историчар и борац у НОБ-у.

## Биографија
Основну школу похађао је у родном месту а нижу гимназију у Приједору. Учесник је у НОБ-у од 1941. Непосредно након завршетка рата био је васпитач у ђачком дому, учитељ и друштвенополитички активиста у Приједору и на подручју Босанског Грахова и Цазина. Крајем 1947. дошао је у Сарајево и ту радио више од три деценије.
У Сарајеву је студирао историју на Вишој педагошкој школи и Филозофском факултету. На истом факултету је је докторирао 1972. тезом: Ставови у радничком покрету Босне и Херцеговине према рату, револуцији и стварању југословенске државе у другој деценији XIX века. Потом је отишао на једногодишњу специјализацију у Источну Немачку.
Августа 1953. године активно је учествовао у протеривању владике Василија из Бање Луке.
Радио је на историјском одељењу, односно Комисији за историју ЦК СК Босне и Херцеговине (1955 — 1962), био је на дужности управника Одељења историјске грађе у Институту за историју радничког покрета (1962 — 1972), последње четири године као директор Института. Смрт га је затекла на дужности новоформиране Комисије Предсједништва ЦК СК БиХ за историју. Као сарадник Института и предавач на Филозофском факултету у Сарајеву стекао је сва научна звања од сарадника до научног саветника.
Уносећи у све чиме се бавио своје богато знање и искуство Бабић је имао видног удела у покретању и даљем развијању бројних научних и стручних часописа, развоју кадрова и Друштва историчара БиХ. Унапређујући архивско-документарне службе, објављивању историјских извора, попуњавању библиотека књигама и стручним часописима.
Основни предмет Бабићевог проучавања био је раднички покрет, поглавито његово револуционарно крило у босанско-херцеговичким, југословенским и европским оквирима од прве деценије XX века до 1941. године. Понекад је залазио у проблеме и изван тог периода. Припадао је кругу историчара који негују и користе различете форме саопштавања резултата свог научноистраживачког рада. Укупно је написао и публиковао око 80 радова: књига, расправа, чланака, прилога, осврта и приказа.

## Важнији радови
- Кратак преглед развоја и дјелатности КПЈ у Босни и Херцеговини 1919-1945, објављен 1959. године
- ЗАВНОБиХ и изградња босанско-херцеговачке државности, 1970. године
- На путевима револуције-чланци и расправе (1961-1971), 1972, 1980
- Дрварски крај у 1941. години, 1961
- Село у политици КПЈ у периоду 1919. до 1929. године, 1976
- Рат, револуција и југословенско питање у политици Социјалдемократске странке Босне и Херцеговине, 1974. године